# Selenicereus undatus
Selenicereus undatus, llamada popularmente pitahaya, es la especie más cultivada del género Selenicereus. Es nativa de América Central y de México, se distribuye ampliamente en las regiones tropicales de todo el mundo, donde se cultiva como planta ornamental y para cosechar sus frutos.

## Descripción
Es una cactácea profusamente ramificada de hábito hemiepífita o terrestre y de porte rastrero o trepador. Tiene dos tipos de raíces, unas en el suelo como sostén y receptoras de agua y nutrientes del suelo, y otras raíces aéreas para adherirse a un soporte, por lo que puede alcanzar más de 10 m. Los tallos suculentos de color verde son segmentados con una longitud de unos pocos cm hasta más de 5 m de longitud en plantas adultas. Poseen tres caras angulosas con márgenes ondulados que se vuelven córneos con la edad. Las areolas, separadas entre sí unos 4,5 cm tienen de 1 a 3 espinas de aciculares a subcónicas, de color marrón grisáceo a negro y hasta 1 cm de longitud, aunque normalmente solo de 2 a 4 mm. Las flores, de color blanco con tépalos verdosos, tienen unos 25 a 30 cm de largo. Son fragantes, nocturnas y duran una sola noche. El fruto es una baya de entre 6 a 12 cm de diámetro roja o amarilla al madurar. La pulpa es trasparente con numerosas pequeñas semillas negras en el interior.

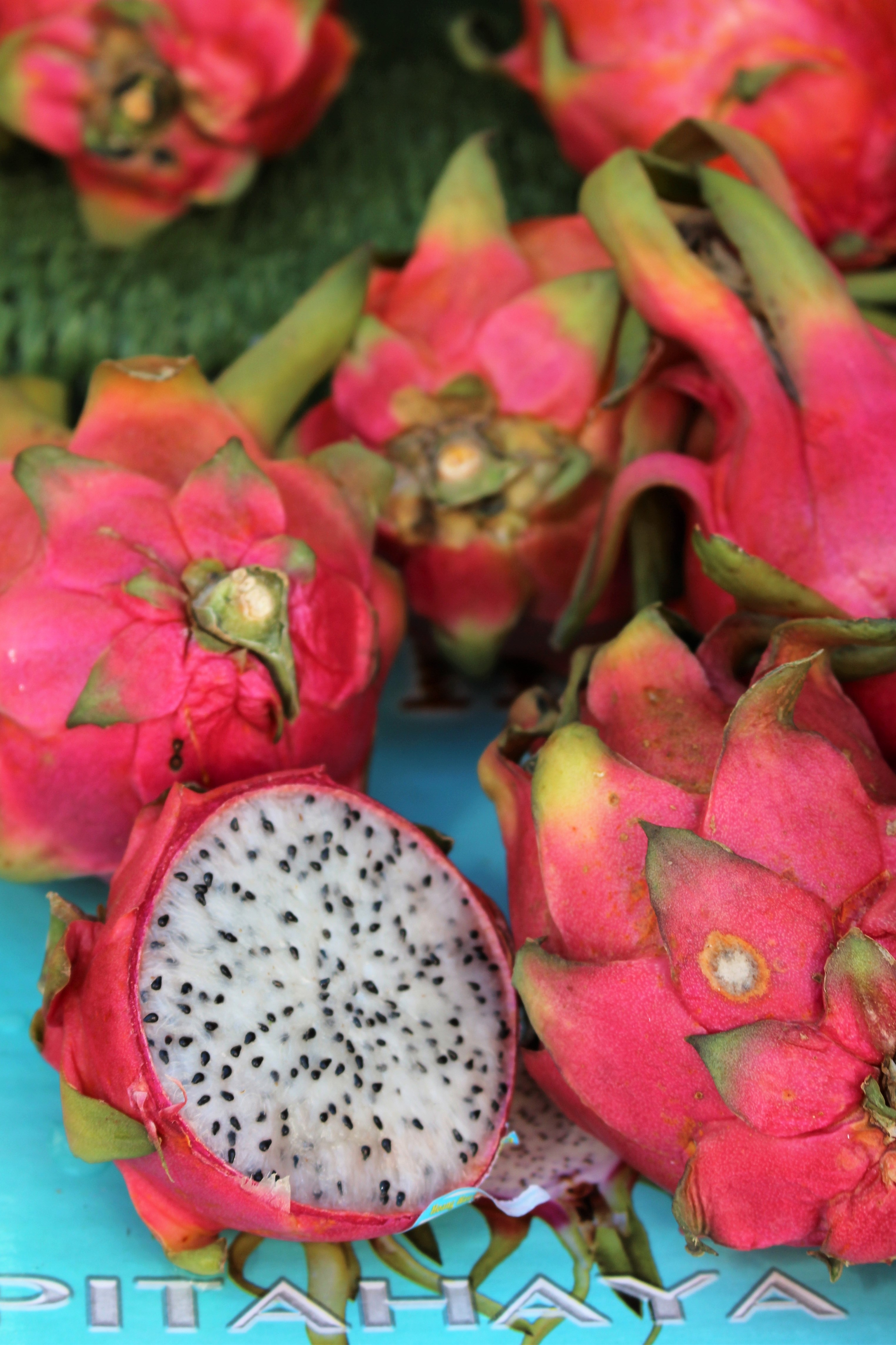
Fruta madura
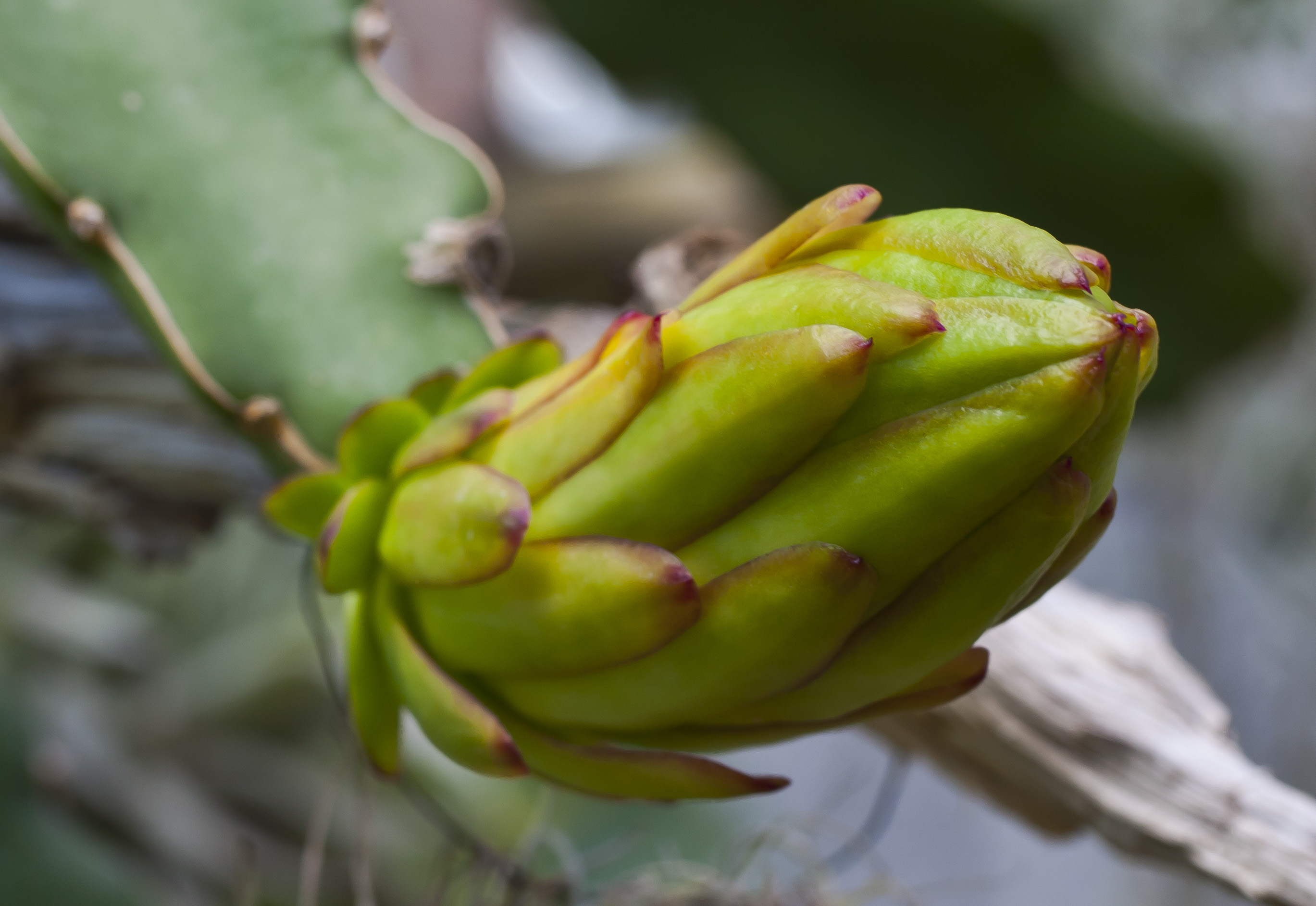
Botón floral
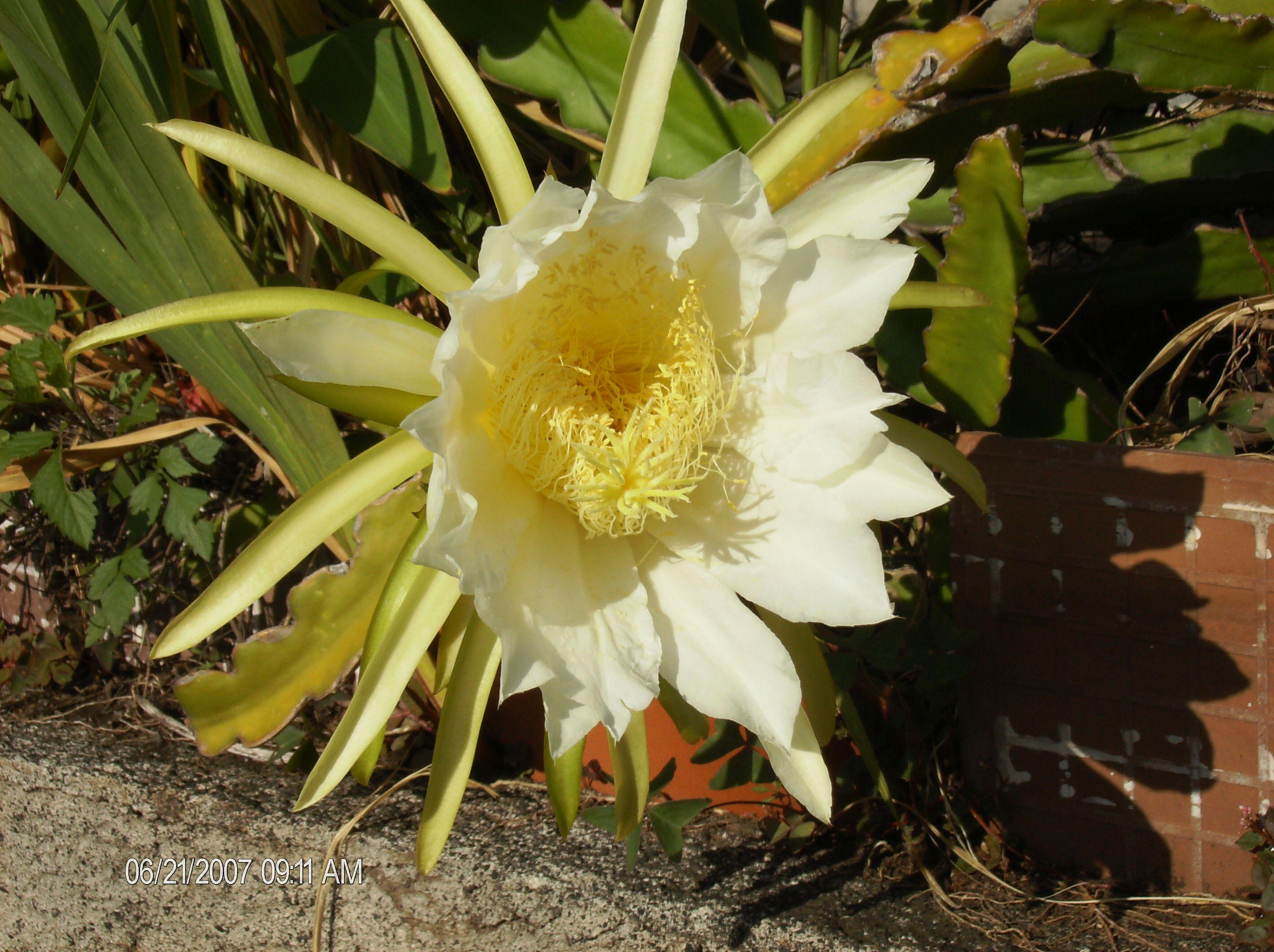
Flor.
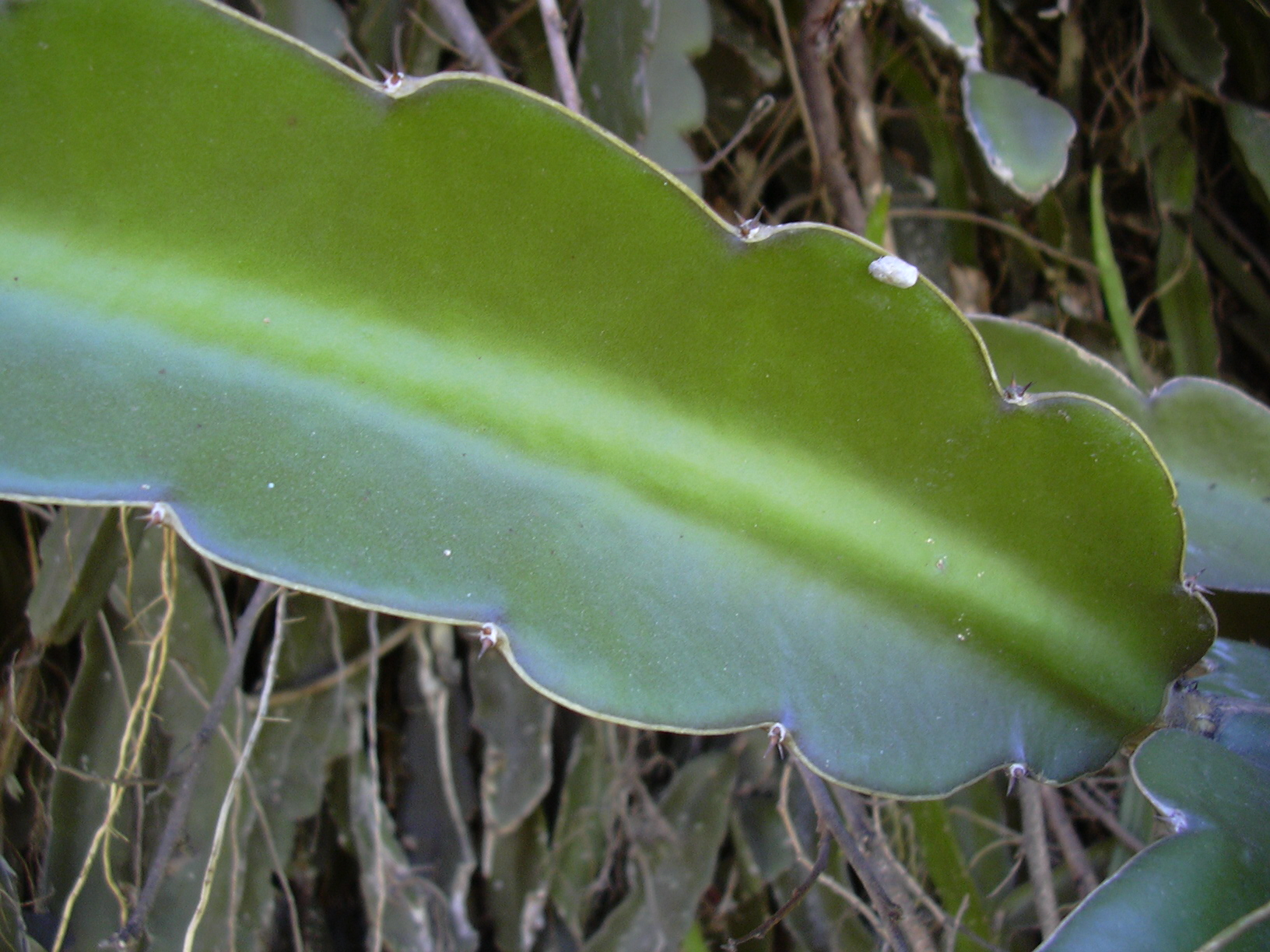
Vista de un segmento

## Usos y cultivo

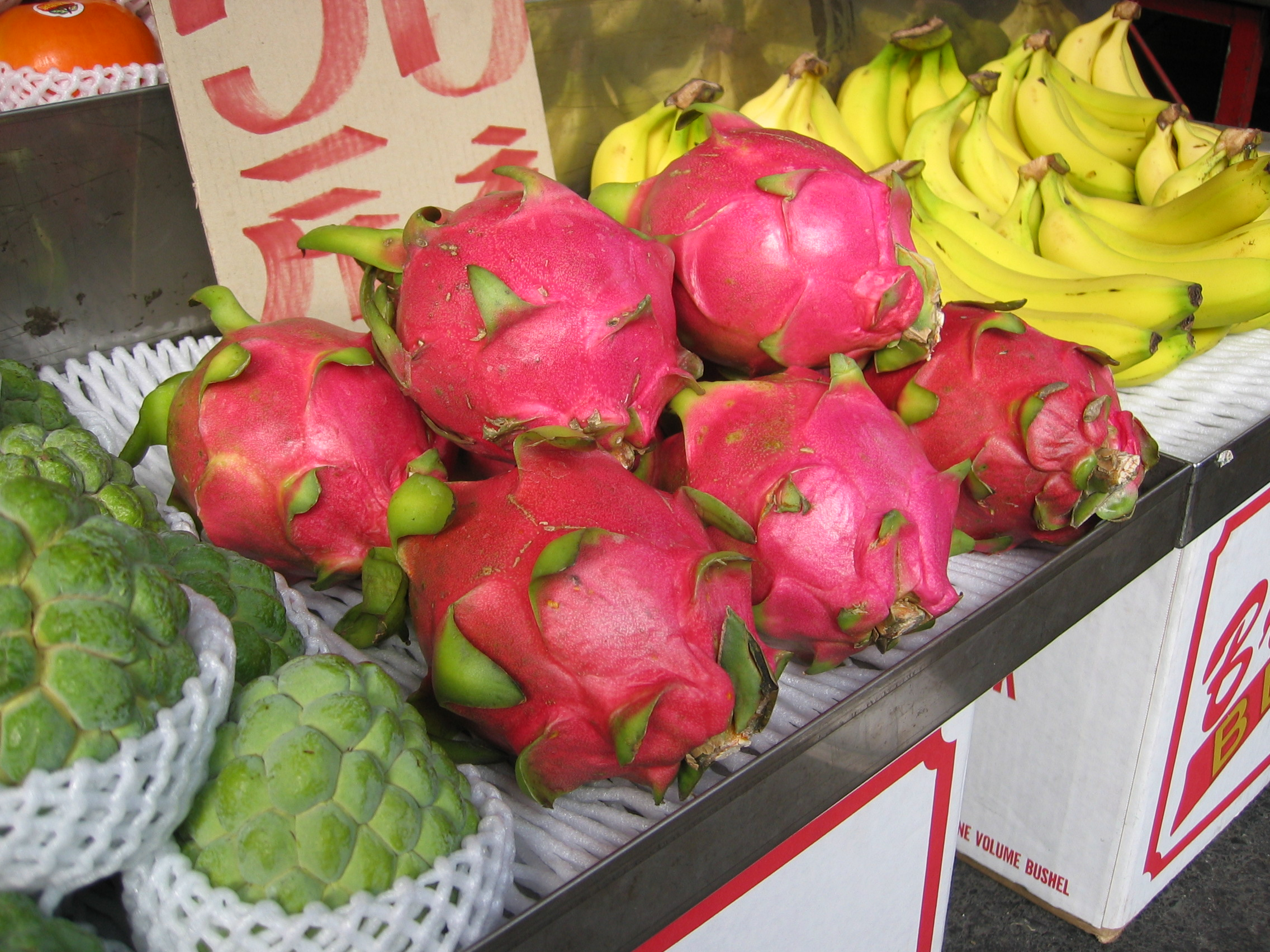
Pitahaya en un puesto de venta de fruta

Se cultiva como ornamental y para el consumo. Los capullos florales y las flores se consumen en China, secas o frescas. Los frutos, la pitahaya, se producen en Centro y Suramérica, principalmente en Nicaragua, Colombia  y Ecuador. En Asia el principal productor es Vietnam. Otros países como Israel, Sudáfrica y Australia también han entrado en el mercado.
Se cultiva en climas tropicales o subtropicales, aunque también en climas templados siempre que la temperatura no descienda de los 10 °C. Requiere suelos bien drenados y fértiles, en exposiciones a pleno sol o media sombra en climas muy calurosos. 
Se propaga por esqueje de tallo.

## Taxonomía
La especie fue descrita inicialmente como Cereus undatus por Adrian Hardy Haworth y publicada en Philosophical Magazine, or Annals of Chemistry 7: 110, en 1830, hoy en día es tanto un sinónimo como el basónimo de esta. Más adelante, sería transferida al género Hylocereus por Nathaniel Lord Britton y Joseph Nelson Rose en Flora of Bermuda 256, en 1918, nombre científico que también es un sinónimo actualmente; y ulteriormente sería transferida al género Selenicereus por David Richard Hunt en Cactaceae Systematics Initiatives: Bulletin of the International Cactaceae Systematics Group 36: 35, en 2017, también agrupando al género Hylocereus dentro del género Selenicereus. Esto ha sido apoyado por un análisis filogenético de la tribu Hylocereeae.

#### Etimología
Ver: Selenicereus
undatus: epíteto latino que significa "ola, ondulado", haciendo referencia a las nervaduras de sus ramas.

## Nombre común
- Español: pitahaya roja (Ecuador, Colombia, México, Venezuela, Guatemala, República Dominicana); flor de cáliz, pitahaya (Puerto Rico); junco, junco tapatio, pitahaya orejona, reina de la noche, tasajo (México), Cardón (Bolivia)